# Cardeña (Córdoba)
Cardeña is een gemeente in de Spaanse provincie Córdoba in de regio Andalusië met een oppervlakte van 513 km². In 2007 telde Cardeña 1717 inwoners.

## Demografische ontwikkeling
Bron: INE, 1857-2011: volkstellingen
Opm.: Tot 1930 behoorde Cardeña tot de gemeente Montoro